# Electrical Engineering Students' European Association
Electrical Engineering STudents' European assoCiation (prescurtat EESTEC) este o organizație apolitică, neguvernamentală și fără scop lucrativ, care se adresează și antrenează prin activitățile sale studenți din universități, institute și școli tehnice cu profil electric din Europa.
Asociația fost fondată în Olanda în 1986. În prezent (2018), EESTEC activează în peste 53 de universități din Europa.

## Scop
Principalul scop al EESTEC este promovarea, stabilirea și dezvoltarea contactelor internaționale și a schimbului de idei dintre studenții de la facultăți cu profil electric.